# Wim Bloemendaal
Wim Bloemendaal (1936) is een Nederlands radiomaker, muziekkenner en muziekverzamelaar. Hij groeide op in een progressief joods milieu in Friesland en werkte vanaf eind jaren 50 een aantal jaar als muziekleraar op een ULO-school. Vanaf het midden van de jaren 60 maakte hij voor de VARA en VPRO-radio talloze radioprogramma's met de nadruk op authentieke, vaak exotische, muziek. Na zijn vertrek bij de VPRO in 2006 maakte hij nog programma's voor RidderRadio (opgezet door Willem de Ridder) en houdt hij een weblog bij.

## Radiowerk
Vanaf het midden van de jaren 60 werkte hij als redacteur en journalist bij de VARA nadat André van der Louw hem bij de VARAgids had gehaald. Ook schreef hij in die tijd voor Hitweek. In de jaren 70 maakte hij voor de VARA muziekprogramma's zoals Popsmuk met Pim Oets en het Country en Western programma Nashville. Van 1973 tot 1984 maakte hij ook het radioprogramma Truck, een programma voor vrachtwagenchauffeurs 's morgens vroeg. Van 1982 tot 1986 maakte hij daarnaast voor de VARA op Hilversum 3 het programma Moondogs samen met onder meer Bram van Splunteren.
Vanaf 1989 maakte hij diverse programma's voor VPRO-radio. Het langstlopende daarvan (1992-2006) was het doordeweekse, later dagelijkse programma De gezamenlijke zenders Paezens en Moddergat waarin muziek uit alle tijden, genres en windstreken werden uitgelicht en met elkaar verbonden.

## Verzamelingen
Behalve van muziek is hij ook verzamelaar van onder andere fietsen, Dinky Toys, alles dat betrekking heeft op de stoomperiode van de Franse Spoorwegen en joodse boeken.